# Sea Park Sarbsk
Sea Park Sarbsk, nazývaný také Fokarium Sarbsk a česky Mořský park Sarbsk nebo Tuleňárium Sarbsk, je zábavní mořský park, etnografické muzeum a malá Zoo na území vesnice Sarbsk ve gmině Wicko v okrese Lębork v severním Polsku. Geograficky se také nachází v etnografickém regionu Kašubsko v mezoregionu Wysoczyzna Choczewska v Pomořském vojvodství.

## Historie a popis
Sea Park Sarbsk, který byl zprovozněn v roce 2012, je zaměřen na rekreaci, vzdělávání, kulturu, ekologii a samozřejmě i na a zábavu. Je tematicky spojený s faunou a flórou moří a oceánů a také s kulturou a historií Kašubska a Pomoří.

### Atrakce
- Tuleňáriun (Fokarium) - první a největší Tuleňárium v Polsku. Nabízí představení tuleňů a lachtanů.
- minizoo.
- Pravěké oceanárium - jediné zařízení svého druhu v severním Polsku, které virtuálně jako 3D kino předvádí svět mořských plazů druhohor.
- Mořské a etnografické muzeum.
- Modely lodí a mořských tvorů.
- Modely polských majáků.
- Lunapark
- Dětské kino.
- Dětská hřiště a dětský koutek.
- Občerstvení.

## Další informace
Vstup je celoroční a zpolatněn.